# Papilio hippocrates
Papilio hippocrates is een vlinder uit de familie van de pages (Papilionidae). De wetenschappelijke naam van de soort is voor het eerst geldig gepubliceerd in 1864 door Felder. Dit taxon wordt wel beschouwd als een ondersoort van Papilio machaon.